# オルガ・スミルニツカヤ
オルガ（オリガ）・スミルニツカヤ（ロシア語: Ольга Смирнитская、1837年 - 1920年）は、ロシア帝国の貴族。ヨハン・シュトラウス2世の恋人として知られる。「オルガ・スミルニツキー」とも。

## 概要
1837年、ロシア貴族の娘として生まれた。オルガには音楽の才能があり、当時のロシアでは珍しく作曲家としての自立を目標としていた。ミハイル・レールモントフやアレクサンドル・プーシキンの詩にも作曲している。
1858年、パヴロフスクに演奏旅行に来ていたヨハン・シュトラウス2世と出会い、恋仲になる。オルガの作品の一つ『初恋』（Erste Liebe）は、1858年9月24日（ユリウス暦）にシュトラウス2世によってパヴロフスクで演奏されている。
シュトラウス2世の作品にはオルガに関係するものがいくつかある。ふたりの関係は身分違いの恋だったため周囲には秘密のものであり、手紙はボンボン菓子の包み紙に偽装して、パヴロフスク公園の大木の洞に入れて交換したという。シュトラウス2世はこの体験をもとに『ボンボン・ポルカ』（作品213）を作曲した。また、オルガのことを「いたずらな妖精」というあだ名で呼び、ポルカ・マズルカ『いたずらな妖精』（作品226）を作曲している。
オルガとの結婚をシュトラウス2世は本気で考えていたが、1860年にふたりの関係は急速に破局を迎えた。シュトラウス2世と会ったオルガの母が「誠意のない」「繊細さのない」人物だと彼を評価したためである。同年4月、オルガはシュトラウス2世にこう手紙を送った。
| 「 | 愛するジャン！この手紙を読んでも私を罵らないで下さい。説明は省いて、要点だけ書きます。二週間前に婚約しました。不実な「いたずらな妖精」のことは忘れてね。妖精のほうはあなたとの思い出を育むことを決して止めないでしょう……。 | 」 |

その後オルガは貴族アレクサンドル・ロジンスキーと結婚して4人の息子に恵まれ、ロシア革命後の混乱のさなかの1920年に没したという。

## 演じた俳優
- アニア・マーソン（英語版）（ドラマ『The Strauss Family』、1972年）
- アリス・クリーグ（ドラマ『Die Strauß-Dynastie』、1991年）

## 関連作品
- 『ボンボン・ポルカ』（作品213）
- 『トリッチ・トラッチ・ポルカ』（作品214）
- ポルカ・マズルカ『いたずらな妖精』（作品226）